# Ягодная Поляна (Мордовия)
Я́годная Поля́на — посёлок в Старошайговском районе Мордовии. Входит в состав Старошайговского сельского поселения.

## История
В 1987 году указом Президиума Верховного Совета РСФСР посёлку Старошайговского лесничества присвоено наименование Ягодная Поляна.

## Население
| 2002 | 2010 |
| ---- | ---- |
| 24   | ↘10  |

## Улицы
В посёлке имеется одна улица — Лесная.